# Onneca Fortúnez
Onneca Fortúnez ou Iñiga Fortúnez (c. 848 - depois de 890) foi uma princesa basca do reino de Pamplona, mais tarde conhecido como o reino de Navarra. Era filha de Fortunio Garcês e sua esposa Auria. Na época do nascimento de Onneca, que ocorreu entre 848 e 850, a Península Ibérica estava em grande parte sob o domínio da dinastia omíada muçulmana. Somente os reinos do norte das Astúrias, Pamplona e o limiar dos Pireneus permaneceram sob o controle dos governantes cristãos. Onneca era membro da dinastia Íñiguez, em homenagem a seu bisavô Íñigo Arista, que fundou o Reino de Pamplona.
As informações sobre a vida de Onneca são limitadas. Os detalhes biográficos sobre ela vêm de duas fontes principais: o Códice de Roda e os relatos de historiadores muçulmanos andalusinos, que se referem à avó de Abederramão III com o nome árabe Dur (در), que significa "pérola". Seu casamento criou laços familiares entre as famílias dominantes cristãs e muçulmanas da península Ibérica, levando inicialmente a uma estreita colaboração entre a Casa Cristã de Íñiguez e os Omíadas Muçulmanos. Os efeitos políticos resultantes dos casamentos de Onneca continuaram sendo sentidos muito depois de sua morte, que ocorreu em uma data desconhecida.